# オリンピックの陸上競技・日本人メダリスト一覧
オリンピックの陸上競技・日本人メダリスト一覧（オリンピックのりくじょうきょうぎ・にほんじんメダリストいちらん）では、オリンピックの陸上競技における日本人のメダリストを一覧にする。

## 1928 アムステルダム
- 織田幹雄：三段跳　金
- 人見絹枝：800m　銀

## 1932 ロサンゼルス
- 南部忠平：三段跳　金・走幅跳　銅
- 西田修平：棒高跳　銀
- 大島鎌吉：三段跳　銅

## 1936 ベルリン
- 田島直人：三段跳　金・走幅跳　銅
- 原田正夫：三段跳　銀
- 西田修平：棒高跳　銀
- 大江季雄：棒高跳　銅

※マラソンで孫基禎が金・南昇竜が銅

## 1964 東京
- 円谷幸吉：マラソン　銅

## 1968 メキシコシティー
- 君原健二：マラソン　銀

## 1992 バルセロナ
- 有森裕子：マラソン　銀
- 森下広一：マラソン　銀

## 1996 アトランタ
- 有森裕子：マラソン　銅

## 2000 シドニー
- 高橋尚子：マラソン　金

## 2004 アテネ
- 室伏広治：ハンマー投　金
- 野口みずき：マラソン　金

## 2008 北京
- 塚原直貴、末續慎吾、髙平慎士、朝原宣治：4×100mリレー　銀

## 2012 ロンドン
- 室伏広治：ハンマー投　銅

## 2016 リオデジャネイロ
- 山縣亮太、飯塚翔太、桐生祥秀、ケンブリッジ飛鳥：4×100mリレー　銀
- 荒井広宙：50km競歩　銅

## 2020 東京
- 池田向希：20km競歩　銀
- 山西利和：20km競歩　銅

## 2024 パリ
- 北口榛花：やり投　金